# Paruroctonus baergi
Espèce
Synonymes
- Vaejovis baergi Williams & Hadley, 1967

Paruroctonus baergi est une espèce de scorpions de la famille des Vaejovidae.

## Distribution
Cette espèce se rencontre au Mexique au Sonora et aux États-Unis en Californie et en Arizona.

## Description
Le mâle holotype mesure 46,0 mm et la femelle paratype 41,0 mm.

## Systématique et taxinomie
Cette espèce a été décrite sous le protonyme Vaejovis baergi par Williams et Hadley en 1967. Elle est placée dans le genre Paruroctonus par Williams en 1972.

## Étymologie
Cette espèce est nommée en l'honneur de William J. Baerg.

## Publication originale
- Williams & Hadley, 1967 : « Scorpions from the Puerto Penasco area (Cholla Bay), Sonora, Mexico with a description of Vaejovis baergi n.sp. » Proceedings of the California Academy of Sciences, sér. 4, vol. 35, p. 103-116 (texte intégral).